# Тшемешно (гміна)
Гміна Тшемешно (пол. Gmina Trzemeszno) — місько-сільська гміна у північно-західній Польщі. Належить до Ґнезненського повіту Великопольського воєводства.
Станом на 31 грудня 2011 у гміні проживало 14395 осіб.

## Територія
Згідно з даними за 2007 рік площа гміни становила 174.81 км², у тому числі:
- орні землі: 75.00%
- ліси: 10.00%

Таким чином, площа гміни становить 13.94% площі повіту.

## Населення
Станом на 31 грудня 2011:
| Опис     | Загалом | Загалом | Чоловіки | Чоловіки | Жінки | Жінки |
| -------- | ------- | ------- | -------- | -------- | ----- | ----- |
| одиниця  | осіб    | %       | осіб     | %        | осіб  | %     |
| все      | 14395   | 100     | 7201     | 50.02    | 7194  | 49.98 |
| міське   | 7807    | 100     | 3838     | 49.16    | 3969  | 50.84 |
| сільське | 6588    | 100     | 3363     | 51.05    | 3225  | 48.95 |

## Сусідні гміни
Гміна Тшемешно межує з такими гмінами: Вітково, Ґнезно, Моґільно, Орхово, Роґово.